# Patinação de velocidade nos Jogos Olímpicos de Inverno de 2006 - 1000 m masculino
A competição de 1000m masculino de patinação de velocidade nos Jogos Olímpicos de Inverno de 2006 foi disputado no dia 18 de fevereiro.

## Medalhistas
| Ouro   | USA Shani Davis     |
| Prata  | USA Joey Cheek      |
| Bronze | NED Erben Wennemars |

## Resultados
| Pos. | Patinador                    | Tempo   |
| ---- | ---------------------------- | ------- |
|      | USA Shani Davis              | 1:08.89 |
|      | USA Joey Cheek               | 1:09.16 |
|      | NED Erben Wennemars          | 1:09.32 |
| 4    | KOR Kyou-Hyuk Lee            | 1:09.37 |
| 5    | NED Jan Bos                  | 1:09.42 |
| 6    | USA Chad Hedrick             | 1:09.45 |
| 7    | RUS Yevgeny Lalenkov         | 1:09.46 |
| 8    | NED Stefan Groothuis         | 1:09.57 |
| 9    | USA Casey Fitzrandolph       | 1:09.59 |
| 10   | RUS Dmitry Dorofeyev         | 1:09.74 |
| 11   | CAN Jeremy Wotherspoon       | 1:09.76 |
| 12   | NED Beorn Nijenhuis          | 1:09.85 |
| 13   | POL Konrad Niedzwiedzki      | 1:09.95 |
| 14   | NOR Mikael Flygind-Larsen    | 1:10.13 |
| 15   | RUS Alexey Proshin           | 1:10.14 |
| 16   | CAN Francois Olivier Roberge | 1:10.20 |
| 17   | KOR Jae-Bong Choi            | 1:10.23 |
| 18   | NOR Petter Andersen          | 1:10.38 |
| 19   | CAN Denny Morrison           | 1:10.44 |
| 20   | JPN Yusuke Imai              | 1:10.48 |
| 21   | RUS Aleksandr Kibalko        | 1:10.50 |
| 22   | KOR Kang Seok Lee            | 1:10.52 |
| 23   | NOR Even Wetten              | 1:10.57 |
| 24   | KOR Joon Mun                 | 1:10.66 |
| 25   | FIN Janne Hanninen           | 1:10.83 |
| 26   | FIN Mika Poutala             | 1:11.03 |
| 27   | JPN Takaharu Nakajima        | 1:11.10 |
| 28   | JPN Takahiro Ushiyama        | 1:11.21 |
| 29   | CAN Steven Elm               | 1:11.36 |
| 30   | ITA Maurizio Carnino         | 1:11.44 |
| 31   | FIN Pekka Koskela            | 1:11.45 |
| 32   | JPN Keiichiro Nagashima      | 1:11.78 |
| 33   | CHN Weijiang An              | 1:11.80 |
| 34   | CHN Fengtong Yu              | 1:11.90 |
| 35   | CHN Zhongqi Zhang            | 1:12.29 |
| 36   | KAZ Aleksandr Zhigin         | 1:12.36 |
| 37   | FIN Risto Rosendahl          | 1:12.60 |
| 38   | CHN Zhuo Lu                  | 1:12.69 |
| -    | POL Maciej Ustynowicz        | DQ      |
| -    | ITA Ermanno Ioriatti         | DQ      |
| -    | SWE Erik Zachrisson          | DQ      |

Legenda
| Recorde mundial      | Recorde mundial (World record)               |                       | Recorde africano                      | Recorde africano (African) |                                           | Q | Classificado por posição (Qualified) |
| Recorde olímpico     | Recorde olímpico (Olympic record)            | Recorde da América    | Recorde da América (Americas)         | q                          | Classificado por melhor tempo (Qualified) |   |                                      |
| Melhor marca do ano  | Melhor marca do ano (World leading)          | Recorde asiático      | Recorde asiático (Asian)              | DNS                        | Não largou (Did not start)                |   |                                      |
| Recorde nacional     | Recorde nacional (National record)           | Recorde europeu       | Recorde europeu (European)            | DNF                        | Não terminou (Did not finish)             |   |                                      |
| Recorde pessoal      | Recorde pessoal do atleta (Personal best)    | Recorde da Oceania    | Recorde da Oceania (Oceania)          | DSQ / DQ                   | Desclassificado (Disqualified)            |   |                                      |
| Recorde da temporada | Recorde da temporada do atleta (Season best) | Recorde sul-americano | Recorde sul-americano (South America) | NM                         | Sem marca (No mark)                       |   |                                      |